# Протипартизанський літак

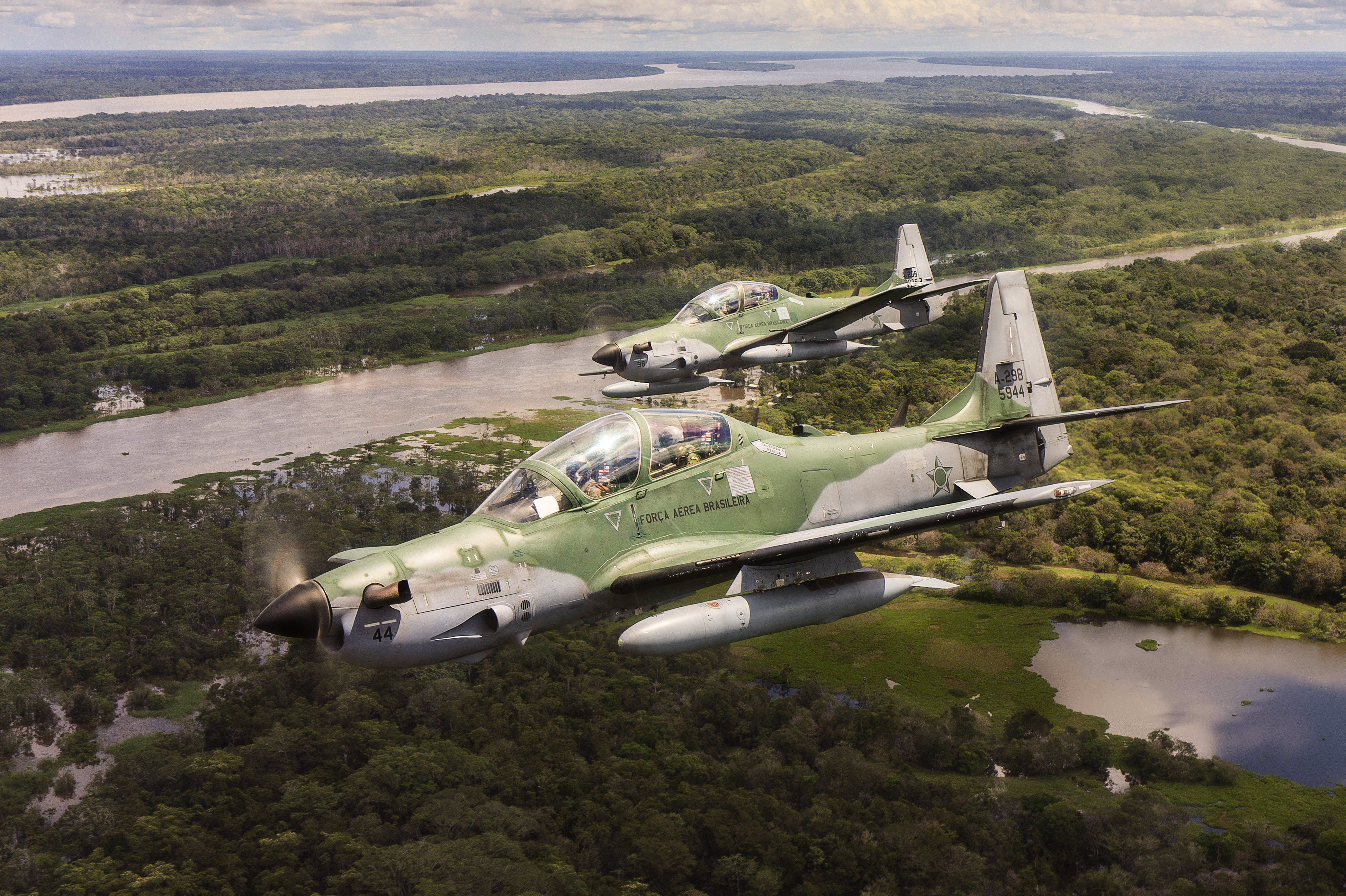
A-29 Super Tucano ВПС Бразилії.

Протипартизанський літак — різновид штурмовика, призначений для антипартизанської війни, військової розвідки та повітряної підтримки наземних сил. Може брати участь у бою з нерегулярними військовими частинами, озброєними стрілецькою зброєю та ПЗРК.

## Ролі
Протипартизанські літаки можуть виконувати наступні задачі:
- транспортування військових або цивільних осіб, включаючи евакуацію поранених
- розвідку, збирання даних
- психологічні операції: скидання листівок, радіомовлення тощо
- удари по супротивнику

Для того, щоб успішно справлятися з такими завданнями, літаки повинні мати наступні особливості: можливість літати з відносно невеликою швидкістю, висока витривалість, простота використання, здатність злітати з необладнаних аеродромів.

## Історія
Перші протипартизанські літаки з'явились у 1920—1930 роках під час колоніальних воєн. Наприклад, британці застосовували літаки в Іраку та на кордонах з Пуштуністаном. Виявилось, що навіть один такий літак може заподіяти значної шкоди повстанцям та поселенням, які їх підтримували.
В кінці п'ятдесятих французи виявили, що реактивні літаки є занадто швидкими і не підходять для завдання ударів по партизанам Алжирського Визвольного Фронту. Тому вони почали озброювати транспортники Dassault MD 315 Flamant та вертольоти Piasecki H-21. Пізніше до складу Escadrilles d'Aviation Légère d'Appui (легкої авіації підтримки) увійшли North American T-6 Texan, T-28 Trojan та ряд інших літаків.
Під час війни у В'єтнамі американці використовували North American T-28 Trojan та Douglas A-1 Skyraider.
У 2009 році у США було започатковано програму LAAR (Light Attack/Armed Reconnaissance) метою якої була розробка дешевих легкоозброєних літаків. Станом на 2014 рік з різних причин програму не було виконано.

## Приклади
- Embraer EMB 314 Super Tucano — бразильский літак. Виробляється з 2003 року, використовується ВПС США, Бразилії, Колумбії, Чилі та деяких інших країн. Застосовувались під час операції «Фенікс» — удару армії Колумбії по базам FARC, розташованим у джунглях Еквадору.

- Beechcraft T-6 Texan II

- North American Rockwell OV-10 Bronco

- Cessna A-37 Dragonfly — американський легкий двомісний штурмовик, розроблений на базі навчального літака T-37 у середині 1960-х років. Активно застосовувався під час війни у В'єтнамі, перебував на озброєнні низки держав Латинської Америки.

- Grumman OV-1 Mohawk — американський штурмовик часів Холодної війни.

- Britten-Norman Defender — британський військово-транспортний літак, здатний нести певне озброєння. У 1996 використовувався армією Камбо́джі для атаки Червоних кхмерів[5].